# Люторичи
Люторичи — село в Узловском районе Тульской области России.
В рамках административно-территориального устройства является центром Люторической сельской администрации Узловского района, в рамках организации местного самоуправления входит в Смородинское сельское поселение.

## География
Расположено на реке Люторичь (при её впадении в Дон), в 19 км к юго-востоку от железнодорожной станции Узловая I (города Узловая).

## Население
| 2002 | 2010 |
| ---- | ---- |
| 631  | ↘508 |

Население — 508 чел. (2010).

## Известные уроженцы
- Руднев, Николай Александрович (1894—1918) — офицер Русской императорской армии, участник Гражданской войны в России, большевик.